# Эрман, Барт
Барт Де́нтон Э́рман (англ. Bart Denton Ehrman; род. 5 октября 1955, Лоренс, Канзас, США) — американский библеист, специалист по текстологии Нового Завета, исторической личности Иисуса Христа, истории развития раннего христианства.
Доктор философии, профессор религиоведения университета Северной Каролины.

## Биография
Родился 5 октября 1955 года в городе Лоренс, Канзас в семье убеждённых евангельских христиан. Благодаря искреннему желанию посвятить жизнь изучению Библии, он поступил в Библейский институт Муди в 1973 году, где впервые встретился с древними языками и текстологией. В 1978 году он стал бакалавром Уитонского колледжа, после чего обучался у Брюса Мецгера в Принстонской теологической семинарии, в которой получил степень доктора философии и магистра богословия — обе magna cum laude (с отличием) — в 1978 и 1985 годах.
Автор и соавтор более 30 книг, переведённых на 27 языков мира. Пять из них вошли в список бестселлеров The New York Times: «Искаженные слова Иисуса», «Иисус, прерванное Слово», «Проблема Бога» (англ. God’s Problem), «Великий обман» и «Как Иисус стал Богом».

## Взгляды
Обучение заставило его пересмотреть свою веру в непогрешимость Библии, после чего в течение 15 лет он оставался прогрессивным христианином. Впоследствии Эрман стал «агностиком атеистического толка» из-за невозможности совместить веру в Бога с наличием зла и страдания в мире.
Тем не менее в своих работах он аргументирует, что Иисус Христос — реально существовавшая историческая личность и проповедник скорого апокалипсиса, полемизируя по данному с представителями мифологической школы (в частности, с Робертом Прайсом). Полагает, что часть книг Нового Завета написана не апостолами, а неизвестными авторами и сам состав канона Нового Завета обусловлен социальной борьбой среди первых христиан.

## Книги
В книге «The Orthodox Corruption of Scripture» Эрман доказывает существование тесной взаимосвязи между социальной историей христианства и становлением канона Нового Завета. Он демонстрирует, как борьба между «еретиками» и «ортодоксами» влияла на распространение документов. В этой работе Эрман впервые популяризировал термин «протоортодоксальное христианство» — течение, предшествовавшее христианской ортодоксии.
В книге «Jesus: Apocalyptic Prophet of the New Millennium» (1999 год) Эрман рассматривает исторические сведения об Иисусе. Он считает, что исторический Иисус был иудейским проповедником скорого конца света и верил в своё воцарение над праведниками Земли вместе с праведными царями (двенадцатью апостолами) после прихода Сына человеческого. Его апокалиптические убеждения зафиксированы в ранних христианских источниках: Евангелии от Марка и посланиях Павла. Ранние христиане верили в возвращение Иисуса Христа при жизни того же поколения, а когда оно не случилось, развили учение об отложенном конце (во 2-м послании Петра).
В книге «Truth and Fiction in The Da Vinci Code: A Historian Reveals What We Really Know about Jesus, Mary Magdalene, and Constantine» (2004 год) Эрман подробно рассказывает о десяти грубых исторических и фактических ошибках в романе Дэна Брауна «Код Да Винчи».
В книге «Misquoting Jesus» (2005 год) Эрман делает научно-популярный обзор текстологии Нового завета, рассказывает о главных датах и основных манускриптах, а также типичных ошибках переписчиков.
Книга «Jesus, Interrupted: Revealing the Hidden Contradictions in the Bible (And Why We Don’t Know About Them)» (2009 год) содержит обзор прогресса в понимании и изучении Библии за последние двести лет. Он фокусируется на той части, что преподаётся священникам в семинариях христианских конфессий, но не распространяется среди прихожан: различия в вероучении у авторов книг Нового Завета; ложно подписанные именами апостолов книги Нового Завета, на самом деле написанные другими людьми несколько десятилетий спустя. Также Эрман приводит аргументы в пользу точки зрения, что такие христианские доктрины, как вера, что Мессия должен пострадать, богочеловеческая природа Иисуса и догмат о Троице — позднее развитие проповеди Иисуса.
В книге «Forged: Writing in the Name of God — Why the Bible’s Authors Are Not Who We Think They Are» (в русском издании — «Великий обман. Научный взгляд на авторство священных текстов», 2011 год) Эрман доказывает, что значительное количество книг Нового Завета являются псевдоэпиграфами, то есть более поздними текстами с поддельным авторством (Эрман называет это подлогом), и демонстрирует, как широко псевдоэпиграфика (подложное авторство) была распространена среди раннехристианских писателей. Он опровергает мнение, будто псевдоэпиграфика была общей практикой в античности, и демонстрирует, что такое поведение считалось современниками злонамеренным и преступным. Согласно Эрману, авторы этих текстов сознательно выдавали себя за апостолов, скорее всего, для придания своим текстам авторитетности.
Учебник «Forgery and Counterforgery: The Use of Literary Deceit in Early Christian Polemics» (2012 год) развивает эту тему для более подготовленных читателей — учащихся богословских школ. Рассматриваются псевдоэпиграфы Нового Завета и раннехристианской литературы, доказательства, почему они не могли быть написаны указанными в заглавиях авторами, а также отношение к подлогу в греко-римском мире (крайне негативное).
В книге «Did Jesus Exist? The Historical Argument for Jesus of Nazareth» (2012 год) Эрман показывает, что мифологическая концепция, то есть полное отрицание исторического Иисуса, — маргинальная концепция в рамках современного источниковедения Нового Завета и истории раннего христианства. Эрман бегло демонстрирует несостоятельность распространённого мнения, будто христианство заимствовало мифологический сюжет о воскресающих богах, и, более того, считает, что предания разных народов об умирающих и воскресающих богах слишком разнородны типологически, чтобы считать этот сюжет бродячим. Отдельная глава книги посвящена краткому доказательству того, что Иисус был проповедником скорого апокалипсиса.
В книге «How Jesus Became God: The Exaltation of a Jewish Preacher from Galilee» (2014 год) Барт Эрман рассказывает подробнее об историческом Иисусе и аргументирует своё мнение, что Иисус не считал себя Богом и не проповедовал о себе как о Боге — и пытается объяснить, как развилось христианское учение о Боговоплощении.
В книге «Jesus Before the Gospels» (2016 год) автор систематизирует сведения, имеющиеся у библеистов о раннехристианской устной традиции, и о значительной (если не решающей) роли, которую сыграли особенности устной передачи информации в оформлении историй о жизни Иисуса, встречающиеся в современных версиях евангелий и посланий апостолов.
В книге «The Triumph of Christianity: How a Small Band of Outcasts Conquered an Empire» (2017 год) Эрман даёт научно-популярный обзор того, как христианство прошло путь от микроскопической секты в рамках иудаизма до статуса государственной религии Римской империи, объединившей около 30 миллионов человек меньше чем за 400 лет.

## Отзывы
В связи со слабым развитием библейской текстологии в России зачастую взгляды Барта Эрмана на Новый Завет рассматриваются как радикально-критические, хотя он занимает сравнительно консервативную и комплиментарную точку зрения по сравнению с другими библеистами. Активная полемика с его взглядами ведётся преимущественно радикально-фундаменталистскими протестантскими деятелями.
Библеист Дэниел Бэрд Уоллес пишет, что, при всех достоинствах книг Эрмана как научно-популярного введения в библеистику и текстологию Нового Завета, большинство критиков отмечают игнорирование автором научных гипотез, альтернативных его точке зрения. К примеру, во многих книгах он подчёркивает статистически огромное количество вариаций в текстах Нового Завета, которое «заслоняет» от нас некий «оригинальный» текст, тогда как подавляющее большинство этих ошибок — описки или повреждения документов. В 2015 году Эрман согласился, ссылаясь на Уоллеса во время их дебатов, что большинство из примерно 400 000 ошибок в рукописях не важны, но добавил, что некоторые из этих ошибок имеют огромное значение.

### Оригинальные работы
- Didymus the Blind and the Text of the Gospels (The New Testament in the Greek Fathers; No. 1) (англ.). — Society of Biblical Literature[англ.], 1987. — ISBN 1-55540-084-1.
- The Text of the Fourth Gospel in the Writings of Origen (The New Testament in the Greek Fathers; vol. 1) (англ.). — Society of Biblical Literature[англ.], 1992. — ISBN 1555407897.
- The Text of the New Testament in Contemporary Research: Essays on the Status Quaestionis (англ.). — Wm. B. Eerdmans Publishing Company[англ.], 1995. — ISBN 0-8028-4824-9.
- After the New Testament: A Reader in Early Christianity (англ.). — Oxford University Press, USA, 1998. — ISBN 0-19-511445-0.
- Jesus: Apocalyptic Prophet of the New Millennium[англ.] (англ.). — Oxford University Press, USA, 1999. — ISBN 0-19-512474-X.
- Lost Scriptures: Books that Did Not Make It into the New Testament (англ.). — Oxford University Press, USA, 2003. — ISBN 0-19-514182-2.
- The New Testament and Other Early Christian Writings: A Reader (англ.). — Oxford University Press, USA, 2003. — ISBN 0-19-515464-9.
- The Apostolic Fathers: Volume I. I Clement. II Clement. Ignatius. Polycarp. Didache (англ.). — Harvard University Press, 2003. — ISBN 0-674-99607-0.
- The Apostolic Fathers: Volume II. Epistle of Barnabas. Papias and Quadratus. Epistle to Diognetus. The Shepherd of Hermas (англ.). — Harvard University Press, 2003. — ISBN 0-674-99608-9.
- Ehrman, Bart; Jacobs, Andrew S. Christianity in Late Antiquity, 300-450 C.E.: A Reader (англ.). — Oxford University Press, USA, 2003. — ISBN 0-19-515461-4.
- The New Testament: A Historical Introduction to the Early Christian Writings (англ.). — Oxford University Press, USA, 2003. — ISBN 0-19-515462-2.
- Lost Christianities: The Battles for Scripture and the Faiths We Never Knew (англ.). — Oxford University Press, USA, 2003. — ISBN 0-19-514183-0.
- A Brief Introduction to the New Testament (англ.). — Oxford University Press, USA, 2004. — ISBN 0-19-516123-8.
- Truth and Fiction in The Da Vinci Code: A Historian Reveals What We Really Know about Jesus, Mary Magdalene, and Constantine (англ.). — Oxford University Press, USA, 2004. — ISBN 0-19-518140-9.
- Metzger, Bruce M.; Ehrman, Bart. The Text of the New Testament: Its Transmission, Corruption, and Restoration (англ.). — Oxford University Press, USA, 2005. — ISBN 0-19-516667-1.
- God's Problem: How the Bible Fails to Answer Our Most Important Question – Why We Suffer (англ.). — HarperCollins, USA, 2008. — ISBN 978-0-06-117397-4.
- Lost Christianities: The Battles for Scripture and the Faiths We Never Knew (англ.). — Oxford University Press, USA, 2005. — ISBN 0195182499.
- Misquoting Jesus[англ.]: The Story Behind Who Changed the Bible and Why (англ.). — HarperSanFrancisco, 2005. — ISBN 0-06-073817-0.
- Peter, Paul, and Mary Magdalene: The Followers of Jesus in History and Legend (англ.). — Oxford University Press, USA, 2006. — ISBN 0-19-530013-0.
- The Lost Gospel of Judas Iscariot: A New Look at Betrayer and Betrayed (англ.). — Oxford University Press, USA, 2006. — ISBN 978-0-19-531460-1.
- Jesus, Interrupted[англ.]: Revealing the Hidden Contradictions in the Bible (And Why We Don't Know About Them) (англ.). — HarperCollins, USA, 2009. — ISBN 978-0-06-117394-3.
- Forged[англ.]: Writing in the Name of God—Why the Bible's Authors Are Not Who We Think They Are (англ.). — HarperCollins, USA, 2011. — ISBN 978-0-06-201261-6.
- Ehrman, Bart; Pleše, Zlatko. The Apocryphal Gospels: Texts and Translations (англ.). — Oxford University Press, USA, 2011. — ISBN 978-0-19-973210-4.
- The Orthodox Corruption of Scripture: The Effect of Early Christological Controversies on the Text of the New Testament (англ.). — Oxford University Press, USA, 2011. — ISBN 0-19-973978-1.
- Did Jesus Exist? The Historical Argument for Jesus of Nazareth[англ.] (англ.). — HarperCollins, USA, 2012. — ISBN 978-0-06-220460-8.
- Forgery and Counterforgery: The Use of Literary Deceit in Early Christian Polemics (англ.). — Oxford University Press, USA, 2012. — ISBN 978-0-19-992803-3.
- The Bible: A Historical and Literary Introduction (англ.). — Oxford University Press, USA, 2013. — ISBN 978-0-19-530816-7.
- The Other Gospels: Accounts of Jesus from Outside the New Testament (англ.). — Oxford University Press, USA, 2013. — ISBN 978-0-19-933522-0.
- How Jesus Became God: The Exaltation of a Jewish Preacher from Galilee (англ.). — HarperOne[англ.], USA, 2014. — ISBN 978-0-06-177818-6.
- Jesus Before the Gospels: How the Earliest Christians Remembered, Changed, and Invented Their Stories of the Savior (англ.). — HarperOne[англ.], USA, 2016. — ISBN 9780062285201.
- The Triumph of Christianity: How a Small Band of Outcasts Conquered an Empire (англ.). — Simon & Schuster, USA, 2017. — ISBN 9781501136702.

### Русские переводы
- Эрман, Барт. Искаженные слова Иисуса. Кто, когда и зачем правил Библию = Misquoting Jesus: The Story Behind Who Changed the Bible and Why / Пер. с англ. Сапцина У. — М.: Эксмо, 2009. — 320 с. — ISBN 978-5-699-36577-7.
- Эрман, Барт. Петр, Павел и Мария Магдалина. Последователи Иисуса в истории и легендах = Peter, Paul and Mary Magdalene: The Followers of Jesus in History and Legend / Пер. с англ. Евтушенко С. — М.: Весь мир, 2009. — 376 с. — ISBN 978-5-7777-0246-3.
- Эрман, Барт. Иисус, прерванное Слово. Как на самом деле зарождалось христианство = Jesus, Interrupted: Revealing the Hidden Contradictions in the Bible (And Why We Don't Know About Them) / Пер. с англ. Сапцина У. — М.: Эксмо, 2010. — 352 с. — ISBN 978-5-699-38843-1.
- Эрман, Барт. Утерянное Евангелие от Иуды. Новый взгляд на предателя и преданного = The Lost Gospel of Judas Iscariot: A New Look at Betrayer and Betrayed / Пер. с англ. Тулайкова Ю.. — М.: ОГИЗ, АСТ, ВКТ, Астрель, 2010. — 256 с. — ISBN 978-5-17-065044-6. — ISBN 978-5-271-26819-9. — ISBN 978-5-226-02115-2. — ISBN 978-0-19-531460-1.
- Эрман, Барт. А был ли Иисус? Неожиданная историческая правда = Did Jesus Exist? The Historical Argument for Jesus of Nazareth / Пер. с англ. Г. Г. Ястребова. — М.: Эксмо, 2012. — 480 с. — ISBN 978-5-699-58245-7.
- Эрман, Барт. Великий обман. Научный взгляд на авторство священных текстов = Forged. Writing In The Name Of God – Why The Bible's Authors Are Not Who We Think They Are / Пер. с англ. С. Г. Пучкова. — М.: Эксмо, 2013. — 448 с. — ISBN 978-5-699-65500-7.
- Мецгер, Брюс; Эрман, Барт. Текстология Нового Завета. Рукописная традиция, возникновение искажений и реконструкция оригинала = The Text of the New Testament: Its Transmission, Corruption, and Restoration / Пер. с англ. Сапцина У. — М.: ББИ, 2013. — 412 с. — (Современная библеистика). — ISBN 978-5-89647-270-4.
- Эрман, Барт. Библия. Историческое и литературное введение в Священное Писание = Bible: A Historical and Literary Introduction / Пер. с англ. Хандажинская С., Елисеева Л. — М.: Центрполиграф, 2015. — 592 с. — ISBN 978-5-227-06235-2.
- Эрман, Барт. Как Иисус стал Богом. Откуда взялись и как развивались представления о Христе, ставшие догмами = How Jesus Became God. The Exaltation of a Jewish Preacher from Galilee / Пер. с англ. С. Горячева. — М.: Эксмо, 2016. — 576 с. — ISBN 978-5-699-70880-2.
- Эрман, Барт. Иисус до Евангелий. Как обрывочные воспоминания нескольких человек превратились в учение о Господе, покорившее мир. — М.: Эксмо, 2018. — 384 с. — ISBN 978-5-699-99261-4.
- Эрман Барт. Триумф христианства: Как запрещённая религия перевернула мир. — М.: Эксмо, 2019. — 384 с. — ISBN 978-5-04-099234-8.